# Иванов, Виталий Александрович (баллистик)
Вита́лий Алекса́ндрович Иванов (01.11.1929 — 01.06.2021) — советский и российский учёный, баллистик, доктор технических наук, профессор, действительный член Российской академии ракетно-артиллерийских наук, специалист по динамике полета орбитальных тросовых систем.

## Биография
Иванов Виталий Александрович родился в городе Ленинграде (Санкт-Петербурге) 1 ноября 1929 года в семье служащего. Отец — Иванов Александр Иванович (1898—1994), мать — Иванова Зоя Георгиевна (1905—1998). В семье он был единственным ребёнком. Виталий успешно учился в школе, имея в основном отличные отметки. Когда началась Великая Отечественная война, Александр Иванович — ушёл на фронт, а Зоя Георгиевна с 12-летним сыном осталась в Ленинграде, где они встретили блокаду города. Виталий Александрович Иванов имеет статус житель блокадного Ленинграда. Но на одной из машин, вывозящих людей по дороге через Ладожское озеро, Виталий с матерью были эвакуированы из города и попали в Ставропольский край. Довольно быстро пришли немецкие войска, и они оказались в оккупации. После окончания Великой Отечественной войны Зоя Георгиевна с сыном возвратились в Ленинград, куда вернулся с фронта и Александр Иванович. В 1946 году после успешного окончания средней школы Виталий Александрович поступает в Ленинградский Политехнический институт, с последнего курса которого в составе группы наиболее успешных в учёбе студентов, был переведен в Военно-инженерную академию им. Ф. Э. Дзержинского (ныне — Военная академия РВСН имени Петра Великого) в Москву. В звании лейтенанта ракетных войск и артиллерии Иванов Виталий Александрович заканчивает академию в 1954 году, продолжая службу в войсках под Москвой. В этом же году он женится на выпускнице Ленинградского института иностранных языков — Ивановой Людмиле Васильевне (1932—2012) и в 1956 году у них рождается дочь Анна.
Виталий Александрович ещё при получении высшего образования увлекся наукой. Военную службу Виталий Александрович закончил в звании полковника на должности начальника научно-исследовательской лаборатории и старшего преподавателя Военно-инженерной академии им. Ф. Э. Дзержинского. Участник разработки ЗРК и принятия их на вооружение.
.Далее, занимаясь как и прежде наукой, работал на кафедре Теоретическая механика ФГБОУ ВПО «МАТИ — Российского государственного технологического университета им. К. Э. Циолковского».
Одной из отличительных черт Виталия Александровича — Это любовь к спорту, которую он пронес через всю жизнь и передал своим потомкам. Беговые и горные лыжи, хоккей — зимой, плаванье и подводная охота — летом. В молодости особенно много внимания уделял хоккею — играл в команде мастеров академии им. Ф. Э. Дзержинского. По поручению командования организовывал в частях округа отбор среди военнослужащих срочников для тренировок и выступления в турнирах вооруженных сил. Команда под его руководством была чемпионом соревнований. Горными лыжами стал увлекаться, когда этот спорт получил развитие в СССР. Ежегодно ездил на базу вооруженных сил в Терскол.
Виталий Александрович — счастливый отец, дедушка и прадедушка. Дочь — Даниленко Анна Витальевна — кандидат технических наук, специалист по движению космических тросовых систем. Внук — Михаил (1978 г.р.) — геофизик, инженер-испытатель в авиации. Правнучка — Мария (2002 г.р.) — студентка юридического колледжа. Ещё у Виталия Александровича — два правнука — Семен (2010 г.р.) и Захар (2016 г.р.). После смерти жены (Ивановой Людмилы Васильевны) в 2012 году Виталий Александрович женился вторично на Малкиной Клавдии Егоровне и проживает в настоящее время в наукограде Фрязино Московской области.

## Научная деятельность
В 1959 году Виталий Александрович поступает в адъюнктуру Военно-инженерной академии им. Ф. Э. Дзержинского, где на кафедре «Теория полета» в 1962 году защитил диссертацию на соискание ученой степени кандидата технических наук, а в 1976-м — была защищена докторская диссертация по научной специальности — Баллистика, динамика движения и управление ЛА. Свою научную работу в стенах академии Виталий Александрович с успехом сочетает с преподавательской деятельностью. Были подготовлены и прочитаны ряд новых научных курсов в области исследования динамики полета связанных космических аппаратов.
После завершения службы в рядах вооруженных сил дальнейшую трудовую деятельность Виталий Александрович продолжал в ФГБОУ ВПО «МАТИ — Российском государственном технологическом университете им. К. Э. Циолковского». В стенах университета он занимается всеми видами учебной деятельности (лекции, практические занятия, научное руководство курсовых и дипломных работ) на дневном и вечернем отделениях. Так же был разработан и прочитан ряд лекций по специальному курсу для слушателей факультета повышения квалификации преподавателей ВУЗов.
Виталий Александрович создал научную школу исследования управляемого движения связанных космических аппаратов на основе качественной теории динамических систем и теории бифуркаций.
Государственный комитет СССР по делам изобретений и открытий выдал 21 авторское свидетельство на изобретение, где соавтором являлся Иванов В. А.
Профессор (1989 г.), действительный член Российской Академии Ракетно-артиллерийских наук (1993 г.), ученый секретарь секции РАРАН на протяжении ряда лет, почетный академик Российской академии космонавтики имени К. Э. Циолковского, автор более 100 научных работ, 4-х монографий Виталий Александрович являлся активным участником и членом программного комитета Международных Аэрокосмических Конгрессов (IAC' 6 — IAC' 15)[1], руководителем секции «Космические тросовые системы» [2], [3].
Иванов В. А. воспитал плеяду отечественных ученых баллистиков. Его ученики успешно защищают кандидатские и докторские диссертации и продолжают свою научную деятельность в научно-исследовательских институтах и университетах. Виталий Александрович в течение 15 лет организовывал работу и руководил секцией «Механика космического полета» Международной молодёжной научной конференции Гагаринские чтения. Долгое время он являлся научным руководителем кафедральных грантов.

## Награды

### Награды СССР и РФ
- Орден «За службу Родине в ВС СССР» III ст., 1981 г. [4]
- Медаль «50 лет ВООРУЖЕННЫХ СИЛ СССР», 1968 г. [5]
- Медаль «60 лет ВООРУЖЕННЫХ СИЛ СССР», 1978 г. [6]
- Медаль «В ПАМЯТЬ 300-ЛЕТИЯ САНКТ-ПЕТЕРБУРГА», 2003 г. [7]
- Медаль «В ПАМЯТЬ 300-ЛЕТИЯ САНКТ-ПЕТЕРБУРГА», 2004 г. [8]
- Медаль «60 ЛЕТ ПОБЕДЫ В Великой Отечественной войне 1941—1945 гг.», 2005 г. [9]
- Медаль «65 ЛЕТ ПОБЕДЫ В Великой Отечественной войне 1941—1945 гг.», 2010 г. [10]

- Медаль «75 ЛЕТ ПОБЕДЫ В Великой Отечественной войне 1941—1945 гг.», 2020 г. [11]

### Ведомственные награды
- Медаль «ЗА БЕЗУПРЕЧНУЮ СЛУЖБУ» III ст., 1964 г. [12]
- Медаль «ЗА БЕЗУПРЕЧНУЮ СЛУЖБУ» II ст.,1969 г. [13]
- Медаль «ЗА БЕЗУПРЕЧНУЮ СЛУЖБУ» I ст., 1974 г. [14]
- Медаль «ВЕТЕРАН ВООРУЖЕННЫХ СИЛ СССР», 1984 г. [15]
- Медаль ИМЕНИ АКАДЕМИКА М.К. ЯНГЕЛЯ, 1985 г. [16]
- Медаль Ю. А. ГАГАРИНА, 1999 г. [17]
- Медаль «ЗА ЗАСЛУГИ В СОЗДАНИИ ВООРУЖЕНИЯ И ВОЕННОЙ ТЕХНИКИ», 2000 г. [18]
- Медаль РАРАН «ЗА ВЫДАЮЩИЕСЯ ДОСТИЖЕНИЯ», 2016 г. [19]
- Медаль РАРАН «70 лет Академии артиллерийских наук — Российской академии ракетных и артиллерийских наук», 2017 г. [20]

1. Списки членов международного программного комитета приведены в сборниках тезисов докладов, изданных Международным Фондом Попечителей МГАТУ им. К. Э. Циолковского в 2006, 2009, 2012 годах.
2. Идея создания космических тросовых систем, где два объекта соединены гибким тросом, была впервые высказана в 1895 году в работе «Грёзы о Земле и небе»(К.Э. Циолковский).
3. На секциях были представлены доклады ведущих специалистов по тематике орбитальных тросовых систем ЦНИИмаш,МАТИ ,МАИ ,МГТУ им. Баумана , ИПМ им. Келдыша РАН, РКК «Энергия» и др.
4. Указ Президиума Верховного Совета СССР от 18 февраля 1981 г.
5. Указ Президиума Верховного Совета СССР от 26 декабря 1967 г.
6. Указ Президиума Верховного Совета СССР от 28 января 1978 г.
7. Указ Президента Российской Федерации от 19 февраля 2003 г.
8. Указ Президента Российской Федерации от 19 февраля 2003 г.
9. Указ Президента Российской Федерации от 28 февраля 2004 г.
10. Указ Президента Российской Федерации от 4 марта 2009 г.
11. Указ Президента Российской Федерации от 13 июня 2019 г.
12. Приказ Министра Обороны СССР № 11 от 22 января 1964 г.
13. Приказ Министра Обороны СССР № 8 от 3 января 1969 г.
14. Приказ Министра Обороны СССР № 162 от 10 декабря 1973 г.
15. Приказ Министра обороны СССР № 89 от 30 апреля 1984 г.
16. Решение бюро Федерации космонавтики СССР № 22 от 20 февраля 1985 г.
17. Решение бюро Президиума Федерации космонавтики России от 6 апреля 1999 г.
18. Решение Президиума РАРАН от 19 октября 2000 г.
19. Решение Президиума РАРАН
20. Решение Президиума РАРАН от 26 апреля 2017 г.